# Milenkovič
Milenkovič  je priimek več znanih Slovencev:
- Anja Milenkovič (*1982), nogometašica
- Dušan Milenkovič (*1936), politik
- Marko Milenkovič (*1976), plavalec
- Maja Milenkovič Workman (*1959), plesalka in koreografinja